# Pałac Królewski w Casercie

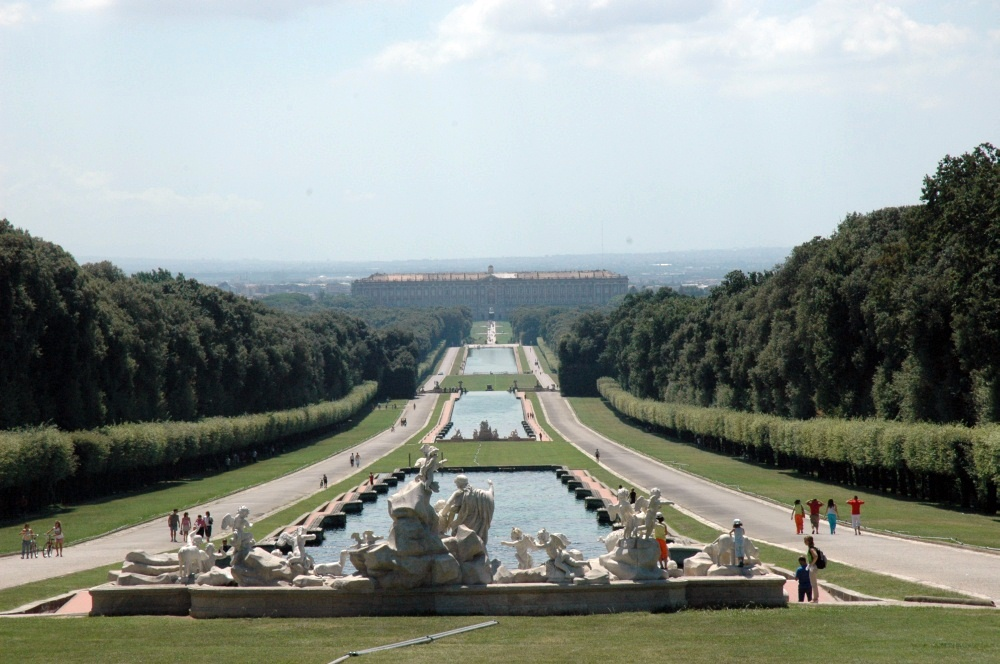
Widok pałacu od strony parku (z tyłu)

Pałac Królewski w Casercie (wł. Reggia di Caserta lub Palazzo Reale di Caserta) – największa z czterech byłych rezydencji królewskich (obok Neapolu, Capodimonte i Portici), wybudowana została dla dynastii Burbonów, panujących w XVIII i XIX wieku w Królestwie Neapolu i Królestwie Sycylii (przekształconych potem w jedno Królestwo Obojga Sycylii).
W 1996 pałac wraz z parkiem, akweduktem Vanvitelli’ego (otwartym 7 maja 1762) i zespołem San Leucio, został wpisany na listę światowego dziedzictwa UNESCO.

## Historia
W czasie kiedy budowano pałac w Casercie, Królestwo Neapolu nie było ani potężne, ani dobrze prosperujące, reprezentacyjny pałac miał stanowić wizytówkę dynastii Burbonów jako wspaniały, nowy ośrodek administracyjny Królestwa i miejsce do oficjalnych ceremonii. Pałac miał też jednak być bezpiecznym schronieniem dla rodziny królewskiej i dworu, w Neapolu bowiem, który jest położony tuż nad brzegiem morza, Burbonowie narażeni byli na możliwe oblężenia przez wrogie floty. Król zdecydował również o wybudowaniu w Casercie teatru (wzorowanego na Teatro di San Carlo z Neapolu), dużej biblioteki i uniwersytetu.
Budowę rozpoczęto w 1752 na życzenie króla Karola III Burbona, według projektu jego nadwornego architekta Luigiego Vanvitellego. Ostatecznie jednak król w pałacu nigdy nie zamieszkał – w 1759 zmarł bezdzietnie jego starszy przyrodni brat – Ferdynand VI, król Hiszpanii, i Karol zrzekł się tronu Neapolu, aby objąć tron Hiszpanii. Budowę kontynuował dopiero jego trzeci syn – Ferdynand I.

## Architektura

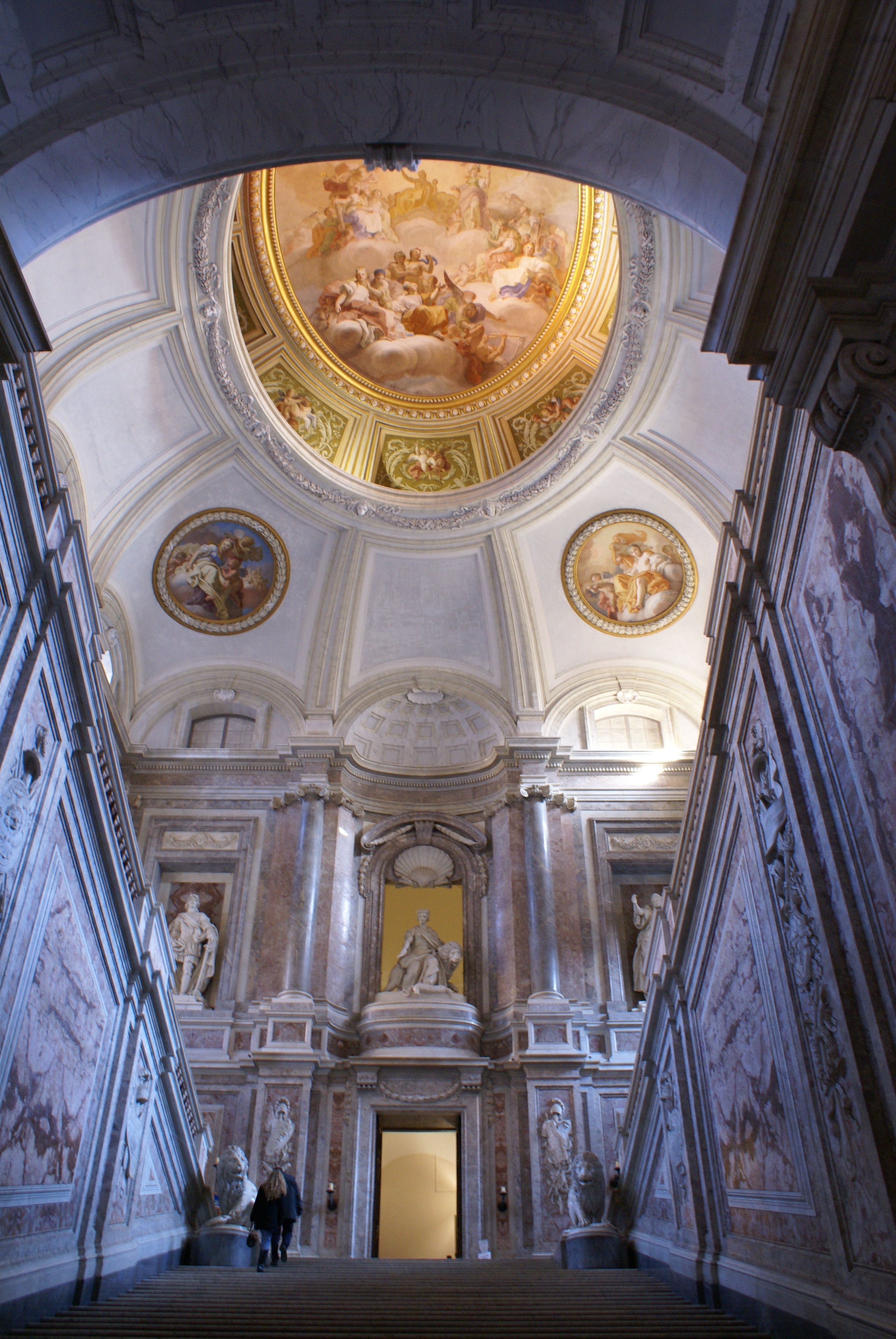
Główne wejście do Pałacu

Głównym modelem dla Vanvitellego był sam pałac w Wersalu i dlatego też architekt nieświadomie powtórzył te same błędy, co budowniczowie Wersalu. Powstała ogromna budowla o ponad 1200 salach, z wielkimi klatkami schodowymi i bogato wyposażonymi apartamentami – wszystko w małym, ubogim miasteczku. Bogate barokowe fasady do dzisiaj silnie kontrastują z typową włoską okolicą spaloną słońcem. Karol III wychował się w Pałacu Królewskim w Madrycie, który został zaprojektowany przez Filippo Juvarra dla ojca Karola – Filipa V Burbona, a jego modelem był znowu Charlottenburg.

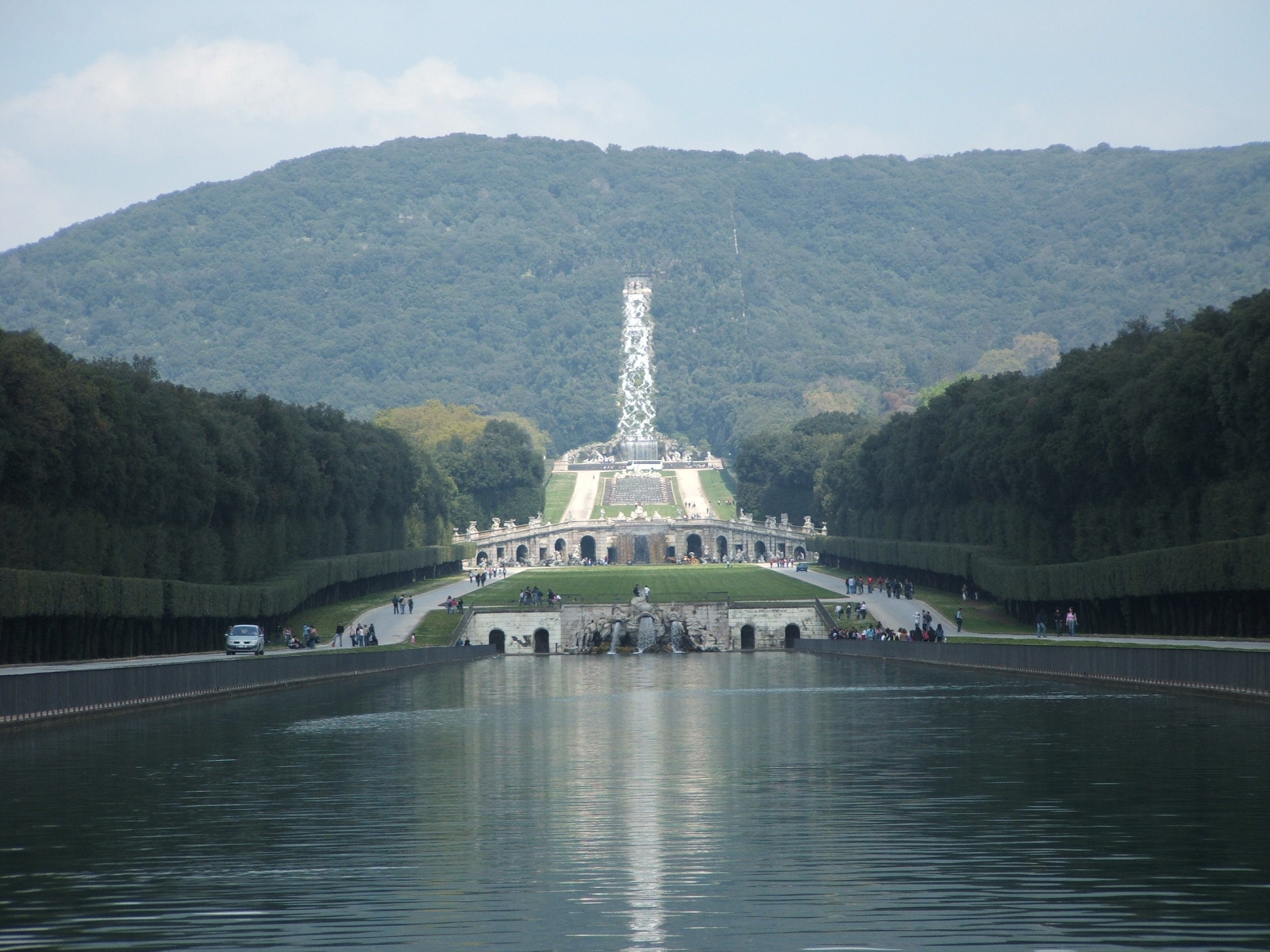
Widok od strony pałacu na park ze skarpą

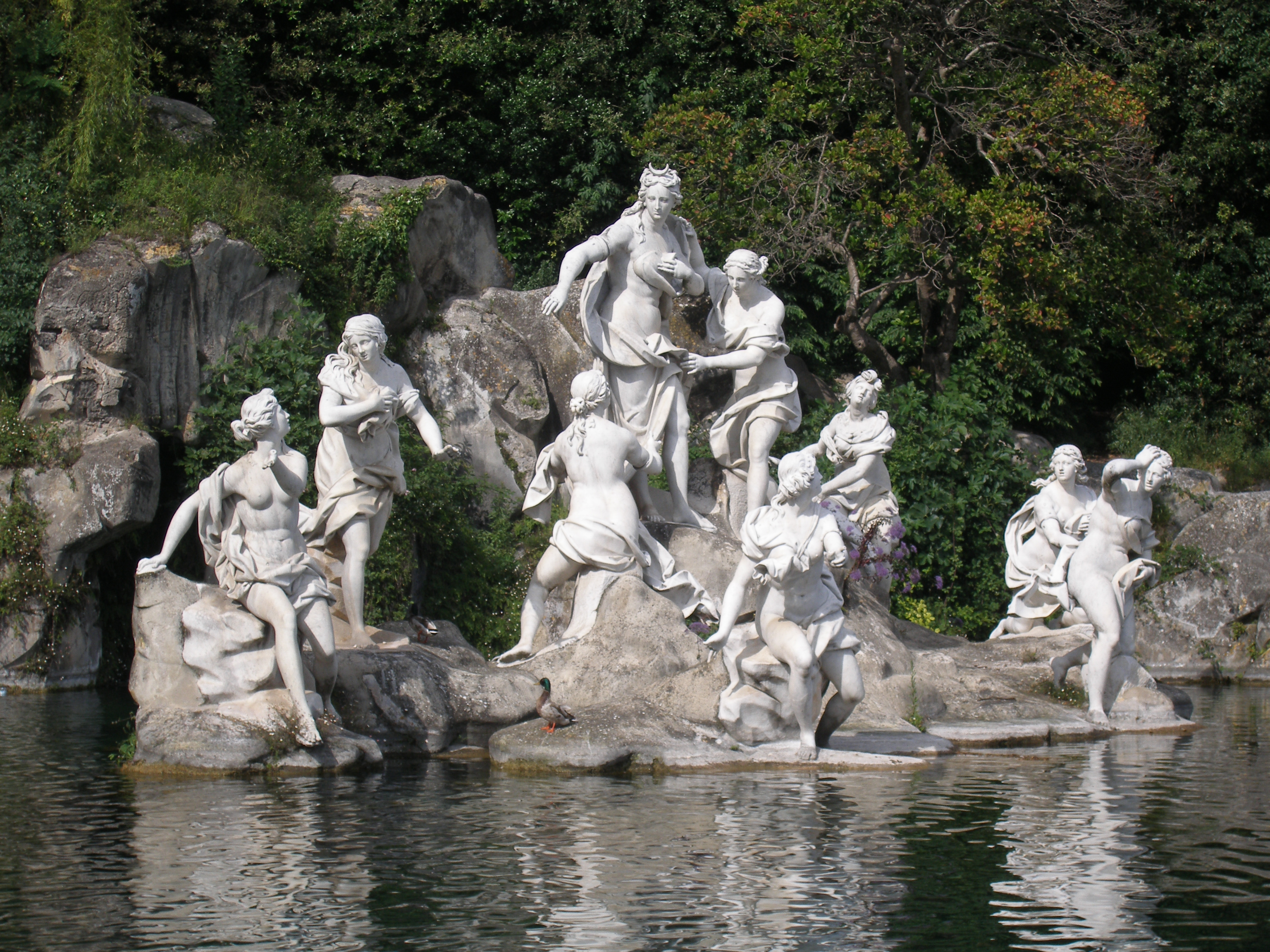
Fontanna bogini Diany w parku

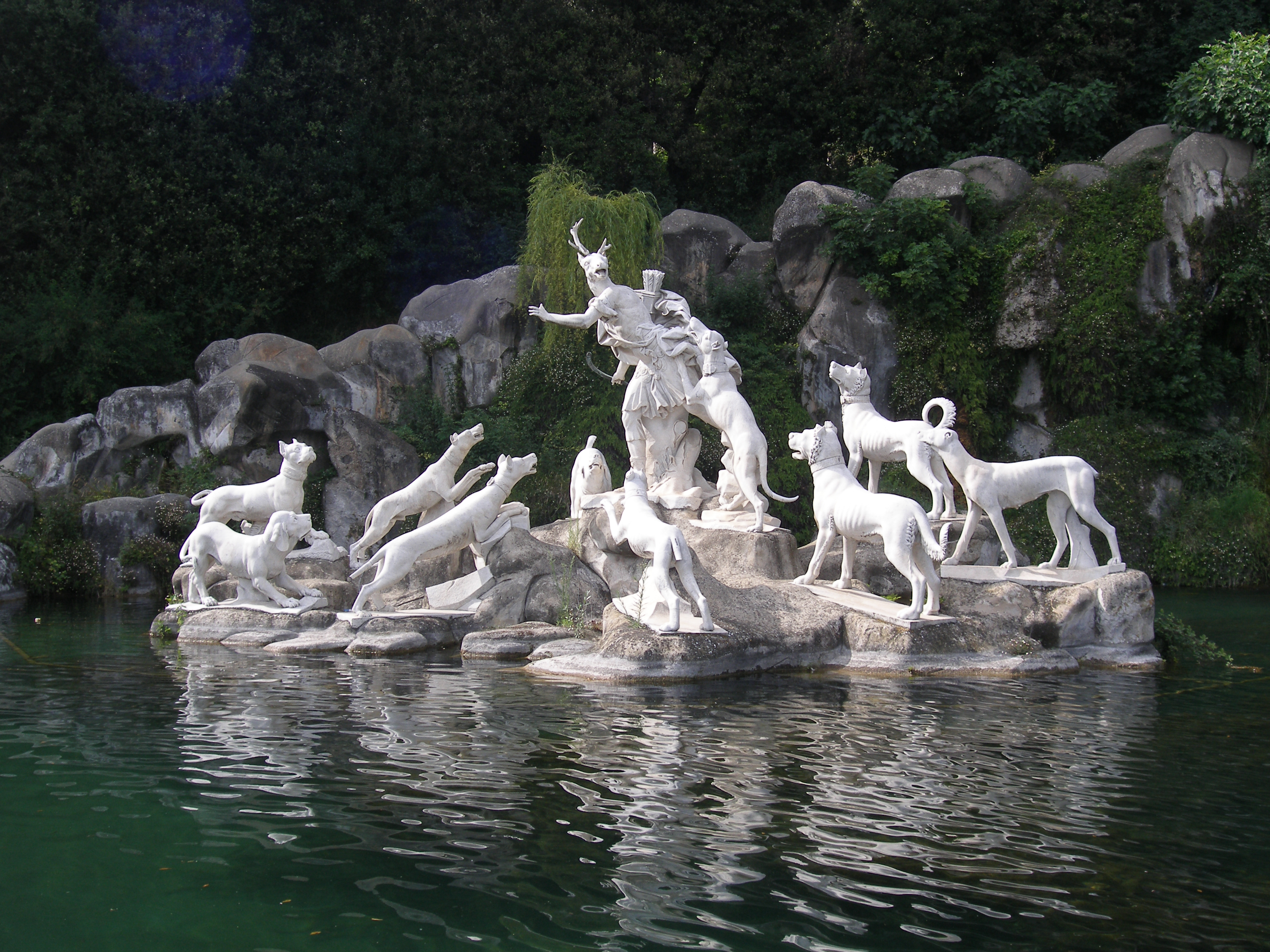
Fontanna Akteona w parku

Pałac ma kształt ogromnego kwadratu, z dwoma głównymi skrzydłami przecinającymi się pod kątem prostym i czterema innymi skrzydłami, które tworzą ściany kwadratu. Pałac posiada cztery wewnętrzne dziedzińce. Obszerny ośmiokątny westybul zdaje się być inspirowany przez Bazylikę Santa Maria della Salute w Wenecji, podczas gdy pałacowa kaplica najczęściej jest porównywana do kaplicy królewskiej w Wersalu Roberta de Cotte’a.
Vanvitelli zmarł w 1773, budowę kontynuował jego syn Carlo, aż zakończył ją w 1780. Po ukończeniu pałac wyglądał olśniewająco, ale rodzina królewska wcale nie spędzała tu wiele czasu. Pobliskie średniowieczne miasteczko – San Leucio jest oddalone 10 kilometrów na północny wschód, miało być wzorcowym miastem wybudowanym przez Ferdynanda I. Nadal jest ośrodkiem produkcji jedwabiu, którą zainicjował król. Planowano wybudowanie monumentalnej alei o długości 20 kilometrów, która połączyłaby Casertę z Pałacem Królewskim w Neapolu – planu tego jednak nigdy nie zrealizowano.

## Park
Z tyłu pałacu znajduje się rozległy parki o powierzchni 120 ha z fontannami, kaskadami i rzeźbami. Dzieli się na dwie części; ogród w stylu angielskim i ogród w stylu włoskim. Jest położony częściowo na skarpie. Od pałacu w stronę skarpy ciągnie się ku horyzontowi prosty, główny ciąg wodny, który ozdobiony został przez Vanvitelli’ego m.in. w:
- Fontannę Diany i Akteona (posągi autorstwa Paolo Persico, Brunelli i Pietro Solari),
- Fontannę Wenus i Adonisa (1770–1780),
- Fontannę Delfinów (1773–1780),
- Fontannę Eola,
- Fontannę Ceres.

Większość posągów klasycznych została wyrzeźbiona przez Gaetano Salomone.

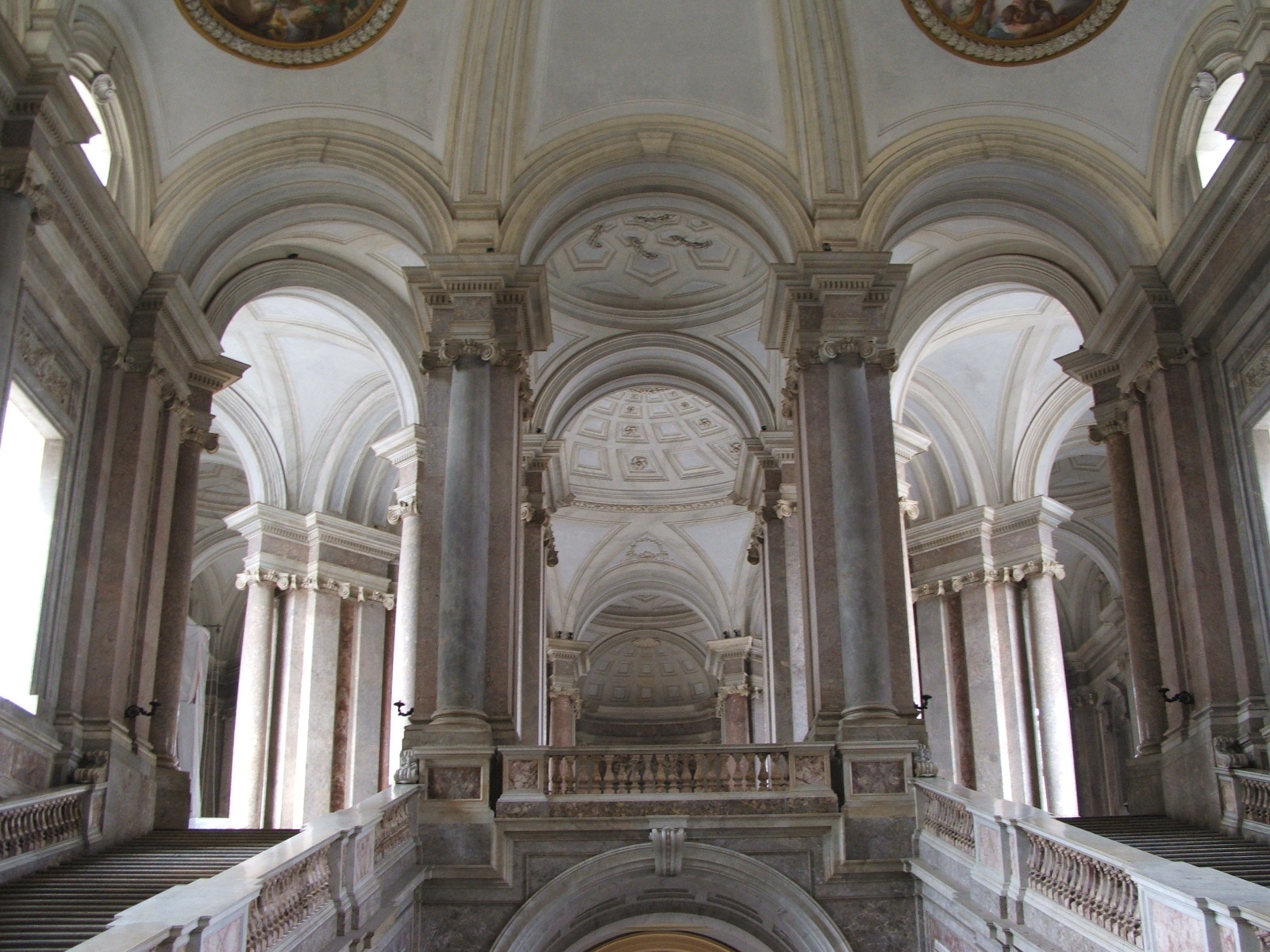
Wejście i westybul
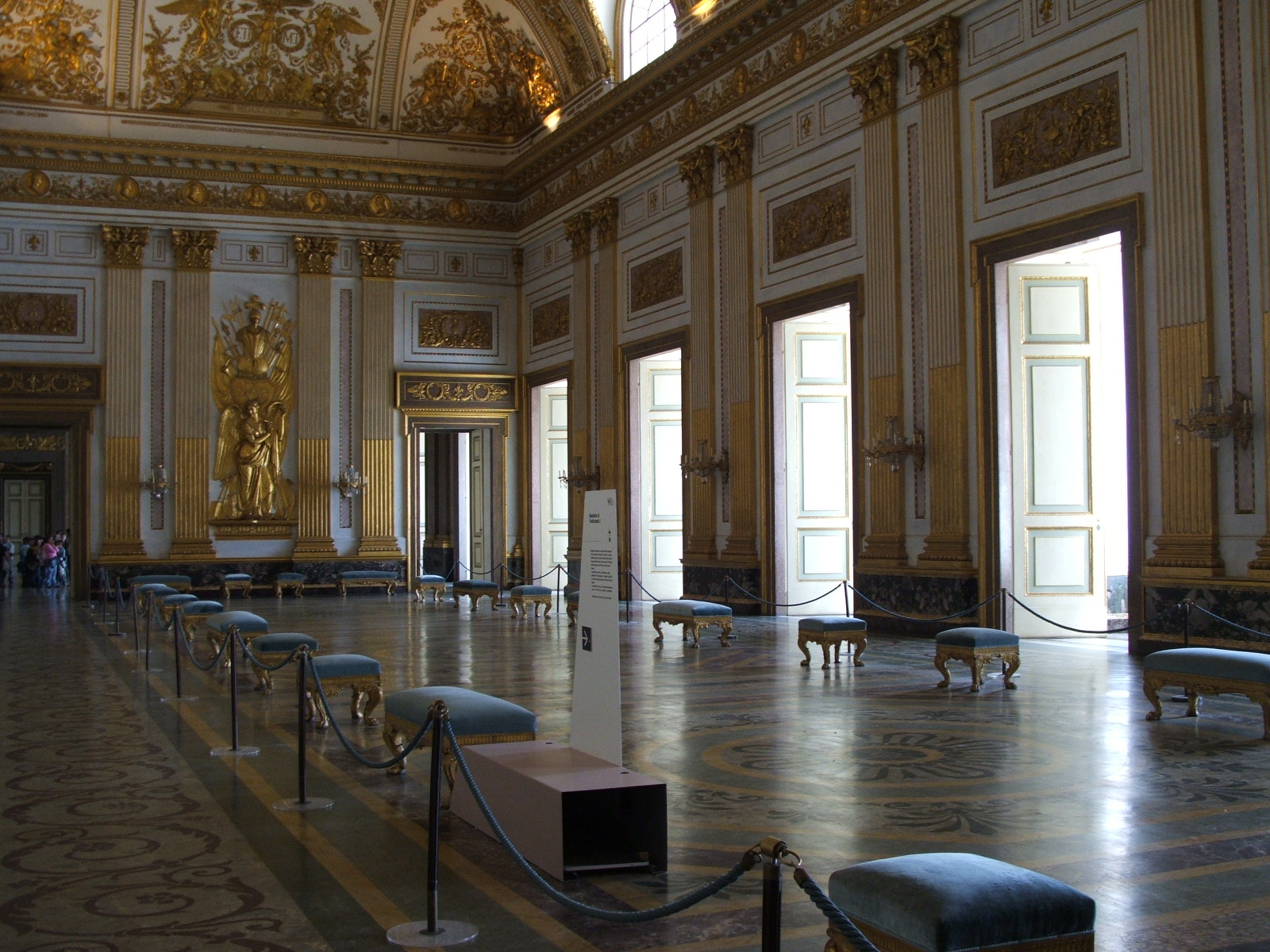
Sala tronowa
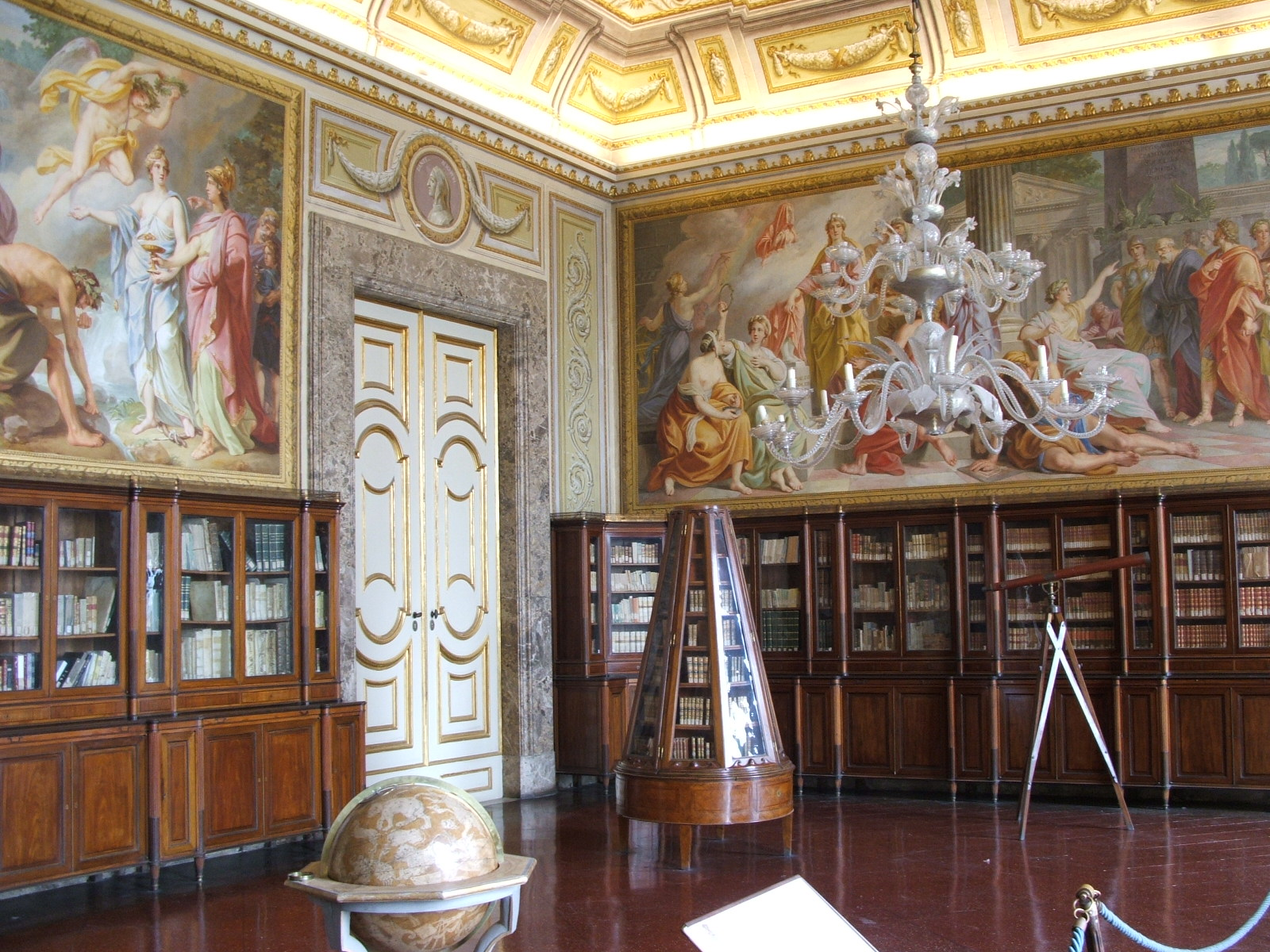
Biblioteka
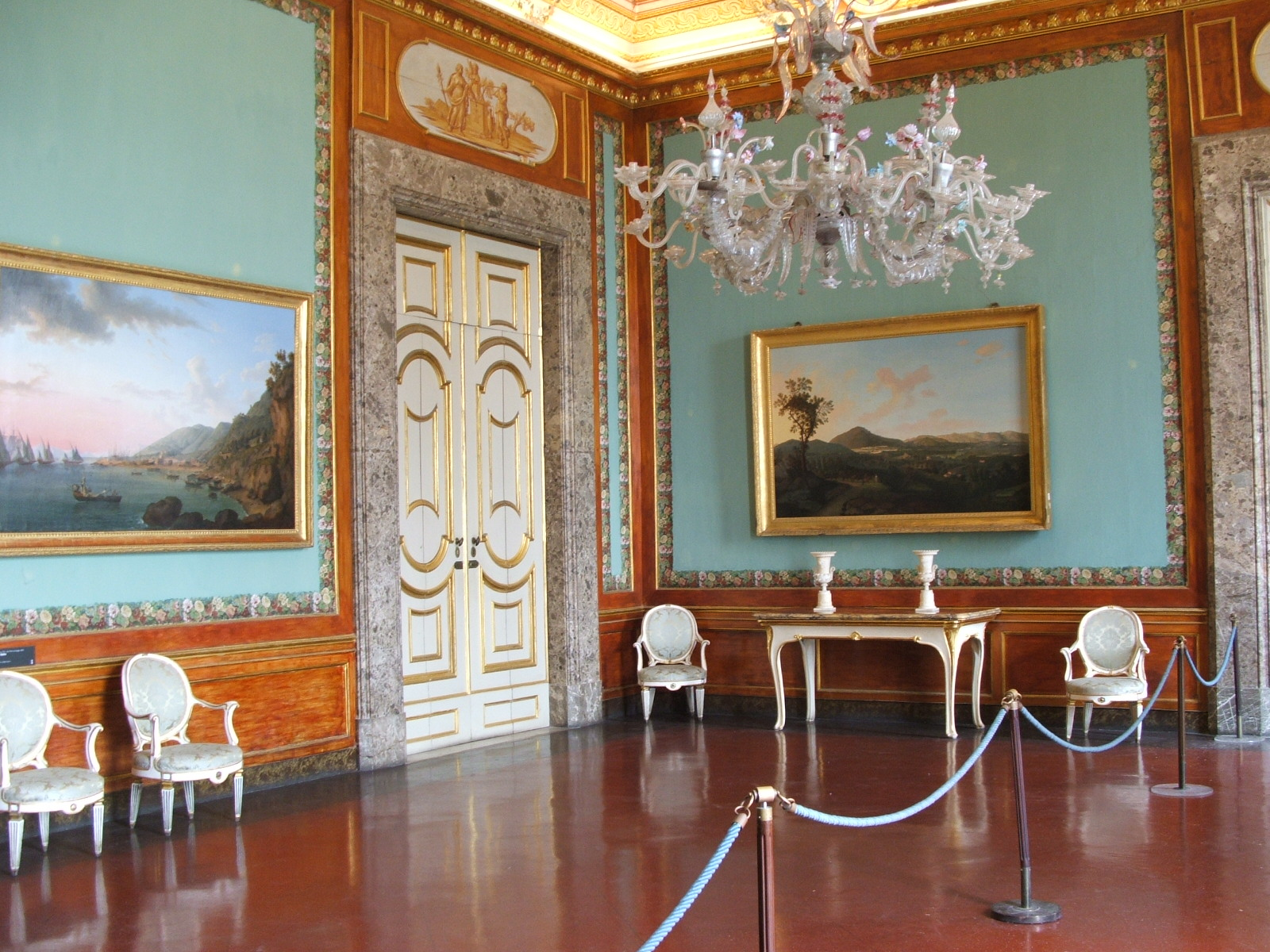
Apartamenty prywatne